# Rozwady (województwo mazowieckie)
Rozwady – wieś w Polsce położona w województwie mazowieckim, w powiecie przysuskim, w gminie Gielniów. Ma status sołectwa.
| SIMC    | Nazwa    | Rodzaj    |
| ------- | -------- | --------- |
| 0618958 | Alfredów | część wsi |
| 0618964 | Bochenka | część wsi |
| 0618970 | Bród     | część wsi |
| 0618987 | Drynia   | część wsi |

W latach 1975–1998 miejscowość administracyjnie należała do województwa radomskiego.
W Rozwadach znajduje się Szkoła podstawowa oraz straż pożarna. Istnieje również koło gospodyń wiejskich.
Wierni Kościoła rzymskokatolickiego należą do parafii bł. Władysława z Gielniowa w Gielniowie.